# Abisso Trieste

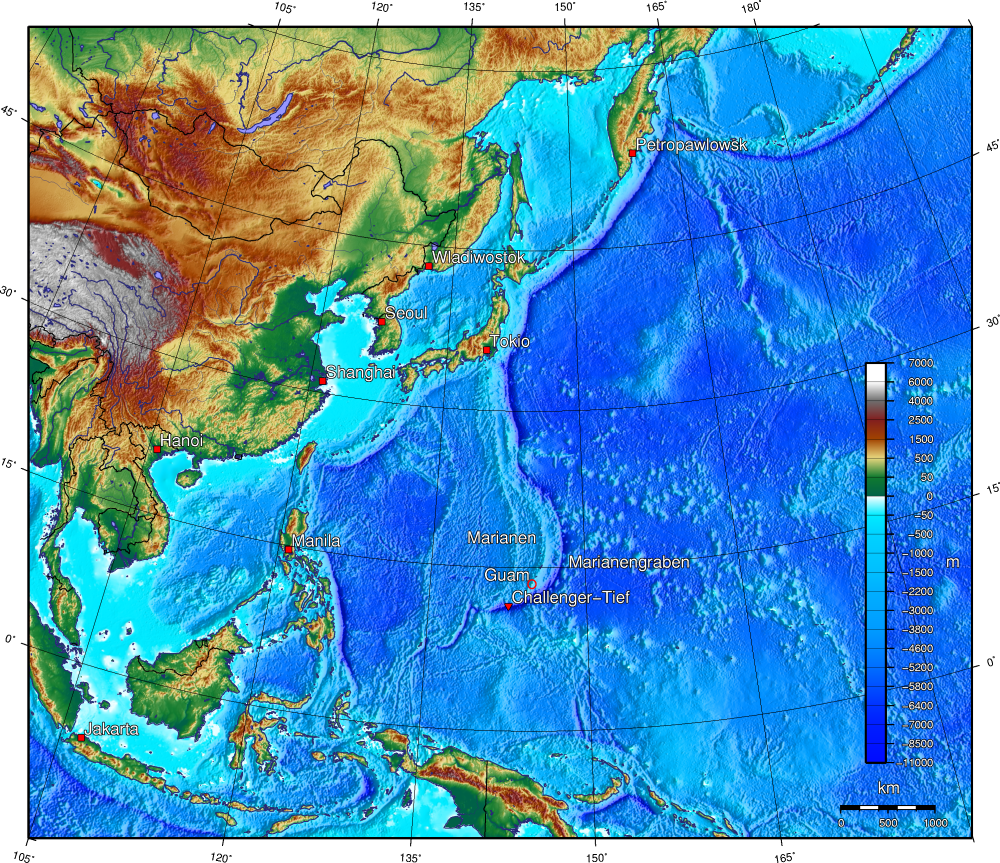
La fossa delle Marianne nell'Oceano Pacifico.

L’abisso Trieste è un abisso marino situato nella parte occidentale dell'Oceano Pacifico. Con i suoi 10.902 m di profondità è il terzo punto più profondo della fossa delle Marianne.

## Localizzazione geografica
L'abisso Trieste si trova nella parte occidentale del Pacifico a ovest delle Isole Marianne, nella parte centrale della fossa delle Marianne.
L'abisso si posiziona alle coordinate 14°N e 147°W.

## Etimologia
L'esplorazione dell'abisso Trieste fu ideata dal fisico e esploratore svizzero Auguste Piccard. Il figlio Jacques Piccard e l'americano Don Walsh raggiunsero il fondale dell'abisso a bordo del batiscafo Trieste il 23 gennaio 1960. L'abisso porta ora il nome del batiscafo che per primo raggiunse il suo fondale e ne misurò la profondità.
Jacques Picard riferì di aver inaspettatamente osservato la presenza di alcuni pesci sul fondale dell'abisso.